# Bibliothèque nationale de la République tchèque
La Bibliothèque nationale de la République tchèque (Národní knihovna České republiky) ou Bibliothèque nationale de Prague est la bibliothèque nationale de la République tchèque. Elle a été fondée au XVIe siècle au sein de l'université Charles. Elle siège dans le Clementinum.